# Molemole
Molemole (officieel Molemole Local Municipality) is een stad en gemeente in het Zuid-Afrikaanse district Capricorn.
Molemole ligt in de provincie Limpopo en telt 108.321 inwoners.

## Hoofdplaatsen
Het nationaal instituut voor de statistiek, Stats SA, deelt sinds de census 2011 deze gemeente in in 35 zogenaamde hoofdplaatsen (main place):
Botlokwa (Mphakane) • Brussels • Eisleben • Ga-Kgara • Ga-Mabotha • Ga-Makgato • Ga-Maponto • Ga-Mokgehle • Ga-Mokwele • Ga-Moleele • Ga-Phasha • Ga-Poopedi • Ga-Sako • Ha-Madikana • Koekoek • Makgalong • Mangate • Manthata • Matseke • Mogwadi • Mohodi • Molemole NU • Morbeng • Moshasha • Nthabiseng • Ramatjowe • Ramokgopa • Sakoleng • Schellenburg • Schoonveld • Sefene • Sekakene • Shashe • Tshitale • Westphalia.